# ザ・ステイプル・シンガーズ
ザ・ステイプル・シンガーズ (The Staple Singers) は、米国のゴスペル、ソウル・グループ。1940年代後半にギタリスト/シンガーのローバック"ポップス"ステイプルズが、彼の子供たちと結成した。当初はゴスペル・グループであったが、60年代以降ポップスやロックなどの要素を積極的に取り入れ、成功を収めた。
メイヴィス・ステイプルズが「ローリング・ストーンの選ぶ歴史上最も偉大な100人のシンガー」において第56位にランクインしている。

## 来歴
ローバック"ポップス"ステイプルズ (1915年12月28日 - 2000年12月19日、ミシシッピ州ワイノーナ出身) は、1936年にシカゴに住むようになってからトランペット・ジュビリーズというグループに参加し、教会でゴスペルを演奏していた。1948年頃、彼の娘のクレオサ (1934年4月11日 - 2013年2月21日)、メイヴィス (1939年7月10日 - )、息子のパーヴィス (1935年11月 - )と共に、ポップスはステイプル・シンガーズを結成、中西部の教会を中心に活動を展開するようになった。
1953年、彼らのレーベル、ロイヤルより「These They Are」でレコード・デビューを果たした。続いて翌年、ユナイテッドより「Sit Down Servant」をリリースした。1956年には、ヴィージェイ・レコードと契約し、「Uncloudy Day」や「Will The Circle Be Broken」などの名作レコーディングを残した。
1962年までヴィージェイに在籍した後、リバーサイド、エピックと渡り歩いた。この頃から、ゴスペルにと留まらず、時代の流れを受けてフォーク的なアプローチを取ったり、ポップスやロック的な要素を積極的に取り入れたりと、そのサウンドは広がりを見せるようになる。また、公民権運動の盛り上がりと共に、彼らの歌もメッセージ性が強くなっていった。エピック時代には、バッファロー・スプリングフィールドのカバー「フォー・ホワット・イッツ・ワース」がヒット。
1968年、彼らはメンフィスのスタックス・レコードと契約。1970年には、パーヴィスが脱退するものの、ステイプル姉妹の一人イヴォンヌ (1937年10月23日 - 2018年4月10日)を加えて、活動を続けた。スタックス時代には計6枚のアルバムをリリース。「Respect Yourself」（全米12位）や「アイル・テイク・ユー・ゼア」（全米1位）、「イフ・ユーアー・レディ」（全米9位）など、数多くの大ヒットが生まれている。
1972年8月20日、ロサンゼルス・メモリアル・コロシアムで行われたスタックス主催のコンサート「ワッツタックス」に出演。コンサートを撮影した映画『ワッツタックス/スタックス・コンサート』は翌年1973年に公開される。
1975年、スタックスが倒産したことにより、グループはカーティス・メイフィールドのレーベル、カートムへ移籍。同年10月、メイフィールドのペンによるシングル「レッツ・ドゥ・イット・アゲイン」を発表。シングルはビルボードのポップチャートとソウルチャートそれぞれにおいて1位を獲得した。同作品は同名映画（邦題『シドニー・ポワチエ / 一発大逆転』）の挿入歌であり、サウンドトラック盤も発売されている。
1978年4月に公開されたザ・バンドのドキュメンタリー映画『ラスト・ワルツ』に出演。1968年のアルバム『Soul Folk in Action』で取り上げていたザ・バンドの代表曲「The Weight」を演奏した。映画で使用されたステイプル・シンガーズの演奏シーンは、1976年11月に行われたコンサートからのものではなく、後日MGMのサウンドステージにて収録されたものである。彼らは、1994年のアルバム「Rhythm Country and Blues」でも、マーティー・スチュワートと組み、この曲を再演している。
1976年から1978年の間にはワーナー・ブラザース・レコードに在籍し、計3枚のアルバムをリリース。ワーナー時代は、グループ名から「シンガーズ」を落とし、「ザ・ステイプルズ」を名乗った。以降、20世紀フォックス、プライベートIなどのレーベルで作品をリリースし、1984年の「Slippery People」 (R&Bチャート22位)など、いくつかの小ヒットは生んでいるが、スタックス時代の成功を再現するには到っていない。
1999年にロックの殿堂入りを果たし、授賞式でのプレゼンターをローリン・ヒルが務めた。
2000年12月19日、ポップスが転倒による脳震盪で亡くなってしまい、グループは活動を停止した。メイヴィス・ステイプルズは、以後ソロで活動を続けている。
2005年、グラミー賞の特別功労賞(Lifetime Achievement Award)を受賞。

## ディスコグラフィー
- 1959年 Uncloudy Day (Vee-Jay)
- 1961年 Swing Low Sweet Chariot (Vee-Jay)
- 1962年 Hammer and Nails (Riverside)
- 1962年 Swing Low (Vee-Jay)
- 1962年 This Land (Riverside)
- 1962年 The 25th Day of December (Riverside)
- 1963年 Gamblin' Man (Riverside)
- 1964年 This Little Light (Riverside)
- 1965年 Amen! (Epic)
- 1967年 For What It's Worth (Epic)
- 1968年 Soul Folk in Action (Stax)
- 1970年 We'll Get Over (Stax)
- 1971年 The Staple Swingers (Stax)
- 1972年 Be Altitude: Respect Yourself (Stax)
- 1973年 Be What You Are (Stax)
- 1974年 City in the Sky (Stax)
- 1975年 Let's Do It Again (Curtom)
- 1976年 Pass It On (Warner)
- 1977年 Family Tree (Warner)
- 1978年 Unlock Your Mind (Warner)
- 1983年 Hold on to Your Dream (20th Century)
- 1984年 Turning Point (Private I)
- 1985年 The Staple Singers (Private I)